# الدحر (أسلم)

تعديل مصدري - تعديل

الدحر هي إحدى قرى عزلة أسلم الشام في مديرية أسلم التابعة لمحافظة حجة، بلغ تعداد سكانها 120 نسمة حسب تعداد اليمن لعام 2004.